# Stanhopea pozoi
Stanhopea pozoi es una especie de orquídea endémica de Colombia.